# Ногайський улус
Ногайський улус — державне утворення засноване Ногаєм в 1260 році. Спочатку він існував як адміністративна одиниця Золотої орди, при Ногаї і до його смерті 1300 існував як незалежна держава. Потім до початку XV ст. перебував у складі Золотої Орди

## Ставка хана
Ставка знаходилася поблизу сучасного міста Ісакча.
О. Ілієску і Т. Симеона, стверджували що на Нижньому Дунаї у кінці ХІІІ ст. виник й існував деякий час якийсь центр кочовиків.

## Територія
За часів Ногая улус поділявся на 4 тьми: «старий юрт» зі столицею в Хаджибеї; «країна асів» (туме Ас) знаходилася у протилежному кінці улусу поблизу Залізних Воріт; третій тумен («тьма Демира (Теміра, Тимура)» розташовувався на території між річками Реут і Серет зі ставкою «Старий Орхей»; Буджак становив окрему тьму.

## Передісторія
Емір Ногай є нащадком відомої Кипчацько-половецької династії султанів-жерців, онуком останнього хана Котяна (султан Котен). І успадкував він від своїх предків не тільки таємні знання Тенгріанський жречества, а й територію, на якій жили половці і де знаходилась Чорна Куманія, нею як родовим улусом володів Ногай. І могила в Чінгульском кургані розташована в центрі земель так званих «лукоморських половців». З другої половини XIII століття ці землі були невід'ємною частиною улусу Ногая[джерело?].

## Історія
Докладніше: Війна Ногайського улусу із Золотою Ордою

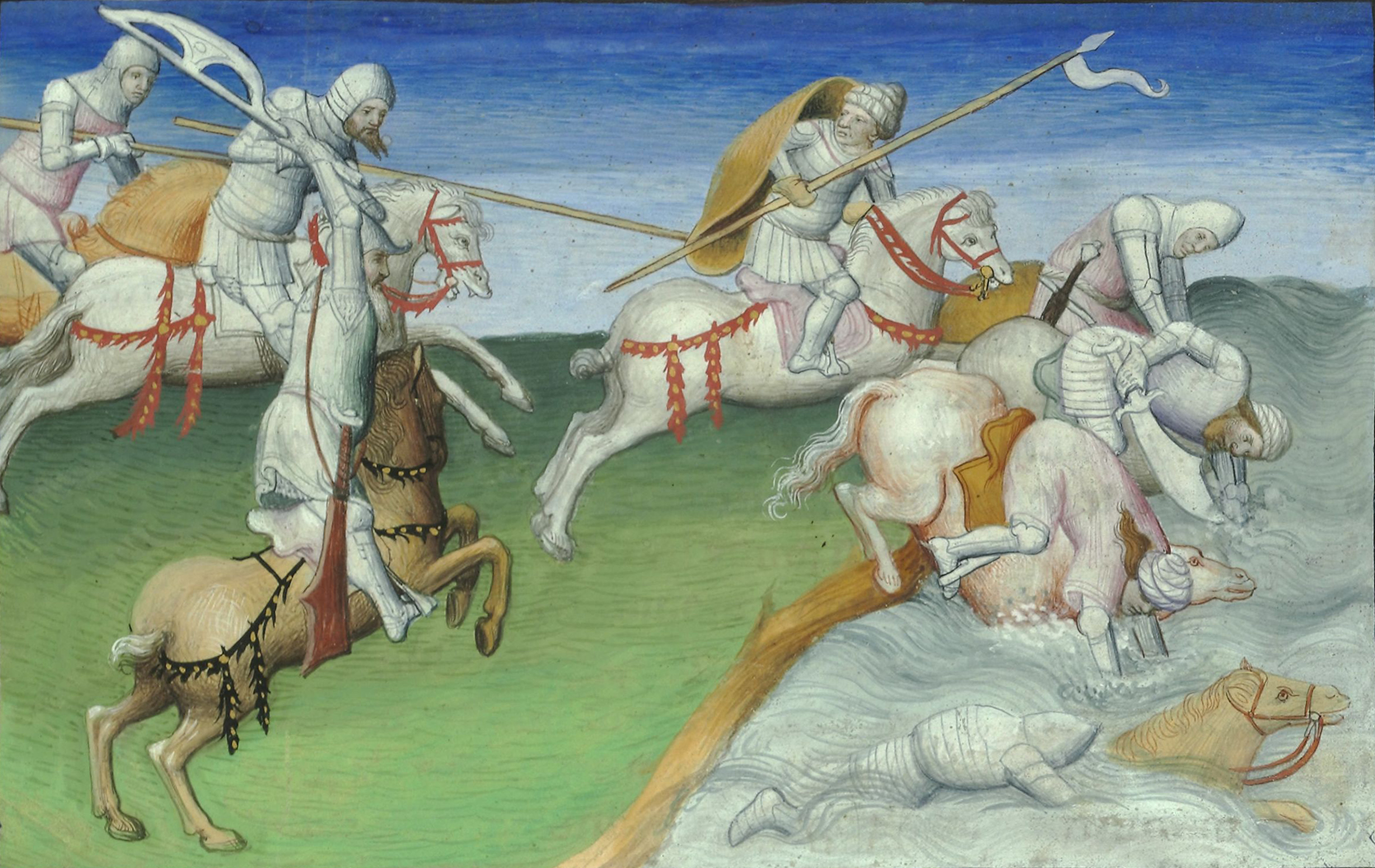

Ногайський Улус з'явився в Приазовських степах 1260 року, внаслідок об'єднання улусу Мувала (Буджак, Волощина) і улусу Бурундая (між Дністром і Дніпром). Спочатку він існував як адміністративна одиниця Золотої Орди. Цей улус називався по імені його глави Ногая. Історія появи Ногайского улусу пов'язана з тим, що Північний Кавказ у чингізидів вважався улусом Берке — брата хана Бату. Після смерті бездітного Берке його улус перейшов до іншого брата Бату — Мовалу, онукою якого був Ногай. В кінці 13 століття Крило Мувала успадковував Ногай. При цьому дев'ять братів Ногая також отримали свою частину спадщини.
У 1277 Ногай на чолі військ хана Мангу Тимура підкорив територію від Дону до Дніпра і Дунаю, а так само населення Тамані та Кубані. Таким чином в Криму і на Кавказі, де панували алани, зихи і половці, стали панувати Чингізиди. Так у складі Золотої орди з'явився Кримський улус.
Ногай деякий час був намісником Дніпровсько-Дунайського регіону та Причорномор'я — темником і правителем західних областей Дешт-і-Кипчак від Дону і до Дніпра. При Токто впада Ногая поширилася й на Крим. Ногаю платили данину болгарські царі. З ними укладали торговельні угоди іноземні торговці, бажаючі заснувати факторії в містах Північного Причорномор'я.
Могутність Ногая зростала, наслідком чого стало виникнення ім сепаратизму щодо Золотої Орди. У 1297 Ногай завдав поразки хану Токтаім і тим самим завоював право іменуватися правителем особливого самостійного державного утворення — Ногайського Улусу. До його складу увійшли деякі землі Кримського ханства. У 1300 році відбувся другий бій між Ногаєм і Токто. Ногай загинув.
Син Ногая Чока разом з тисячним військом пішов до Болгарії, де на час запанував (1299–1301). Нащадки Ногая разом зі своїми людьми зайняли простори Передкавказзя. До 1303 року ззанали поразок заколоти і повстання Турая і Кара-кісека (сина і онука Ногая відповідно). Новим очільником улуса став Тулук-буга (сина Токто). Останній  відсторонений у 1320 році  після придушення ханом Узбеком заколотів проти себе.
З цього часу улус керувався кількома емірами, але при цьому зберігав свою територіальну цілісність. Водночас послаблюється влада улуса над прибережними містами. Як наслідок Кілія і Лікостома остаточно закріплюються за генуезцями, Білгород підпав під владу Болгарського царства (до 1323 року).
У середині XIV ст. еміри улусу поширюють свою фіскальну владу на сусідній улус Курумиши. З початком великої зам'ятні еміри улусу фактично відділяються від Золотої Орди. Поразки у 1360–1370-х роках поступово призвели до занепаду улусу. На початок XV ст. татарське населення улусу вже позиціонується сучасниками як Білгородська орда. Проте в окремих топонімах і назвах деяких джерел місцеві землі та населення продовжували пов’язуватися з Ногаєм.

## Могила Ногая
Могила Ногая була відкрита на початку 80-х років XX століття Інститутом археології України, начальником Запорізької експедиції був Віталій Отрощенко та Юрій Рассамакін.
Курган стояв на краю високого корінного берега річки Чінгул, над неозорою заплавою — там, де річка Молочна круто повертає на південь і приймає на себе води Чингул. Глибоку могильну яму вирили на вершині більш раннього невеликого курганчика бронзової доби. Насип споруджували довго. Будівельним матеріалом для неї служили шматки дерну, нарізати неподалік, у долині річки.
До моменту проведення похоронної церемонії навколо могили утворився вал з трьома проходами, а навколо нього кільцевий рів, теж з трьома проходами всередину. Діаметр рову — 62 метри, ширина — 1,5 метра, глибина — 1,2 метра. Така конструкція насипу, що трохи нагадує скіфську, простежено для позднекочевніческіх курганів вперше. Грабіжники не проникли в курган. Навколо могили були покладені п'ять парадно прибраних і осідланих коней і напутня їжа — десять розрубаних баранячих туш. Пиття, ймовірно, знаходилося в двох візантійських амфорах.

## Зовнішня політика
З середини 60-х рр. ХІІІ ст. хан Ногай, проводить самодіяльну політику, яка, іноді іде розрізнено з інтересами центральної золотоординської адміністрації, опираючись на підвладне йому місцеве населення. Він відміняє тут не лише баскачество, але і допомагає  Болгарії  і  Візантії придушити повстання Івайла, стає фактично володарем улусу Джучі. В руських літописах Ногай часто іменується царем чи ханом.
В Північно-Західному Причорномор'ї утворився другий політичний центр Золотої Орди, його правитель вступає у самостійні відношення з Єгиптом, видає ярлик на велике князювання Дмитру Переяславському, саджає на престол хана Токту, захоплює Крим і дарує його своєму онукові
Союзу з Ногаєм добивається багато європейських держав, зокрема Польща, Угорщина, Болгарія. Сіючі ворожнечу в руських землях, він дає Дмитру Переяславському в 1283 р. військо для походу на Новгород.

## Економіка
При Ногаї в ХІІІ ст. реєструють найбільший розвиток торгівлі у Нижньому Подністров'ї, який затухає в XIV ст. після краху авантюр Ногая.